# Firul fantomă
Firul fantomă (titlu originar în engleză Phantom Thread) este un film american din 2017, scris și regizat de Paul Thomas Anderson, creat în genurile romantic, dramă a cărui acțiune are loc în lumea modei din Londra în 1954. Îl are ca actor principal pe Daniel Day-Lewis în rolul unui croitor care își ia drept muză o tânără chelneriță, jucată de Vicky Krieps. Se spune că ar fi ultimul rol al lui Day-Lewis înainte de a se retrage. Este primul film al lui Anderson filmat în afara Statelor Unite, turnarea sa începând în ianuarie 2017 în Lythe, Anglia. Este cea de-a doua colaborare a lui Anderson cu Day-Lewis, dupa Va curge sânge (2007), și a patra colaborare cu compozitorul Jonny Greenwood.
Firul fantomă a avut premiera în New York City la 11 decembrie 2017 și a fost lansat în Statele Unite la 25 decembrie 2017. Filmul a avut critici pozitive pentru modul cum a fost jucat, pentru scenariu, regie, muzica și valorile producției. A fost ales de National Board of Review ca fiind unul dintre primele zece filme ale anului 2017.
La cea de-a 90-a ediție a Premiilor Oscar, filmul a avut șase nominalizări: cel mai bun film, cel mai bun regizor, cel mai bun actor în rol principal pentru Daniel Day-Lewis, cea mai bună actriță în rol secundar pentru Lesley Manville și cea mai bună coloană sonoră, și a câștigat premiul pentru cele mai bun costume. A primit patru nominalizări la cea de-a 71-a ediție a Premiilor Academiei Britanice de Film, câștigând premiul pentru cele mai bune costume, și a primit două nominalizări la Globul de Aur.

## Rezumat
În 1954, Londra, renumitul designer de modă Reynolds Woodcock creează rochii pentru persoane din înalta societate. Carisma și geniul său sunt însoțite de personalitatea lui obsesivă, dorindu-și să controleze totul. Cyril, sora lui, gestionează operațiunile de zi cu zi ale casei sale de modă și are o influență semnificativă asupra vieții sale. Reynolds este bântuit de moartea mamei lor și coase mesaje ascunse în garniturile rochiilor pe care le face.
După ce a realizat o rochie nouă pentru o clientă importantă, Reynolds vizitează un restaurant din mediul rural și devine interesat de o chelneriță, Alma. El îi cere să se întâlnească, ceea ce ea acceptă. Relația lor se dezvoltă și Alma se mută cu el, devenind asistenta lui, muza și iubita. La început Cyril nu are încredere în Alma, dar îi respectă voința și hotărârea.
La început, Alma se bucură să facă parte din munca lui Reynolds, dar se dovedește a fi distant și greu de mulțumit. Când Alma îi face o cină romantică, Reynolds răbufnește, spunând că nu va tolera abaterile de la rutinele pentru care el a muncit din greu să le perfecționeze.
Alma îi otrăvește ceaiul cu ciuperci adunate din fața casei sale. În timp ce pregătește o rochie de mireasă pentru o prințesă belgiană, Reynolds se prăbușește, stricând rochia și forțând personalul să lucreze toată noaptea pentru a o repara. Devine grav bolnav și are halucinații cu mama sa. Alma îl îngrijește și Reynolds îi cere să se căsătorească cu el. Ea acceptă.
Reynolds și Alma încep să se ciondănească din nou. Când Reynolds consideră că munca lui suferă, conchide că poate e timpul să o îndepărteze. Alma răspunde gătindu-i o omletă otrăvită. În timp ce își mestecă prima mușcătură, îl informează că vrea ca el să fie slab și vulnerabil, în așa fel încât doar ea să aibă grijă de el. Reynolds înghite omleta și îi cere să îl sărute înainte să devină bolnav. 
Pe măsură ce Reynolds se îmbolnăvește, Alma își imaginează viitorul lor cu copii, o viață socială bogată și ea conducând afacerea ca partener. Admite că, deși pot apărea provocări, dragostea și noul lor aranjament le pot depăși.

## Distribuție
- Daniel Day-Lewis[14] în rolul Reynolds Woodcock
- Vicky Krieps[15] în rolul Alma Elson
- Lesley Manville[15] în rolul Cyril Woodcock
- Camilla Rutherford în rolul Johanna
- Gina McKee în rolul contesei Henrietta Harding
- George Glasgow în rolul Nigel Cheddar-Goode
- Brian Gleeson în rolul dr. Robert Hardy
- Harriet Sansom Harris în rolul Barbara Rose
- Lujza Richter în rolul prințesei Mona Braganza
- Julia Davis în rolul Lady Baltimore
- Nicholas Mander în rolul Lord Baltimore
- Philip Franks în rolul Peter Martin
- Phyllis MacMahon în rolul Tippy
- Silas Carson în rolul Rubio Gurrerro
- Richard Graham[16] as George Riley
- Martin Dew în rolul John Evans
- Ian Harrod în rolul notarului
- Jane Perry în rolul doamnei Vaughan

## Producție
Anderson a devenit interesat de industria modei după ce a citit despre designerul Cristobal Balenciaga. Povestea este ușor modelată pe designerul britanic de modă Charles James.

### Filmări
Filmările au început la sfârșitul lunii ianuarie 2017 în Lythe, Anglia, Marea Britanie, alte locuri unde s-a filmat fiind Parcul Național North York Moors, Robin Hood's Bay și Staithes.
Filmările au avut loc și în 2017 la Owlpen Manor din Cotswolds și în cartierul Fitzrovia din Londra, în Fitzroy Square și Grafton Mews.
Filmările s-au mai desfășurat și la Grandhotel Giessbach, la Brienz, Elveția, la Lacul Brienz și la Brienzer Rothorn. Petrecerea de Anul Nou a fost filmată la sala de bal din Blackpool Tower.
În iunie 2017 s-a anunțat că Anderson va fi și director de imagine, întrucât Robert Elswit nu era disponibil în timpul producției. Cu toate acestea, Anderson a infirmat zvonul în noiembrie, declarând că nu există un credit oficial pentru imagine și că a fost un „efort de echipă”. Anderson și colaboratorul său pentru lumini, Michael Bauman, au utilizat tehnica developării care mărea efectul de senzitivitate umplând cadrele cu ceață pentru a „murdări” imaginea; conform lui Bauman, „Unul dintre primele lucruri pe care le-a spus [Paul] a fost:„Uite, asta nu poate arăta ca The Crown (serial)”. Asta a fost un lucru important. Când oamenii se gândesc la un film de epocă, devine acest film frumos lustruit, uimitor de filmat - vreau să spun că serialul arată frumos, dar foarte curat, lumina era superbă și era clar că nu putea să arate așa.”

### Muzica
Muzica pentru coloana sonoră este compusă de Jonny Greenwood, care a lucrat anterior cu regizorul la coloana sonoră a Va curge sânge (2007), The Master (2012) și Viciu inerent (2014).

## Primire

### Box office
Firul fantomă a încasat 21,1 milioane de dolari în Statele Unite și Canada și 25,3 milioane în alte teritorii, pentru un total de 46,4 milioane de dolari în lume, față de un buget de producție de 35 milioane de dolari.
După trei săptămâni de la lansare, unde a ajuns la un total de 2,8 milioane de dolari, filmul a fost inclus în 834 de cinematografe pe 19 ianuarie 2018 și a încasat 3,8 milioane de dolari la sfârșitul săptămânii, ocupând locul 12 în box office. În următorul sfârșit de săptămână, după anunțarea celor șase nominalizări la Oscar și inclus în alte 125 de cinematografe, filmul a scăzut cu 31% până la 2,9 milioane de dolari.

### Răspunsul criticilor
Pe site-ul agregator de recenzii Rotten Tomatoes, filmul are un rating de aprobare de 91% bazat pe 276 de recenzii și un rating mediu de 8,5/10. Consensul critic al site-ului spune: „Narațiunea fin-țesută a Firului fantomă este împlinită frumos cu umor, cu o tensiune romantică otrăvitoare și încă o performanță impresionantă angajată a lui Daniel Day-Lewis”. Pe Metacritic, care atribuie un rating normalizat recenziilor, filmul are un scor mediu ponderat de 90 din 100, bazat pe 51 de critici, indicând „recunoașterea universală”.
The A.V. Club AA Dowd a dat filmului un A-, numindu-l „o poveste caritabilă și chiar plină de speranță cu privire la acest subiect [de a fi într-o relație cu un artist]” și a spus că „într-o îndelungată, simplă și rafinată tehnică a sa, Firul fantomă este practic o scrisoare de dragoste pentru valorile estetice clasice - cinematice, vestimentare sau de altfel”.
Criticul The Guardian Mark Kermode a dat filmului cinci stele, descriindu-l ca fiind „un fir răsucit”, și lăuda performanța lui Daniel Day-Lewis, descriind rolul său ca o „potrivire perfectă într-o poveste minunată realizată în lumea haute couture a anilor 1950”.
Christy Lemire de la LAFCA a plasat filmul pe locul al doilea în topul celor mai bune 10 filme din anul 2017, descriindu-l ca fiind „captivant” și „unul dintre cele mai bune filme ale lui Paul Thomas Anderson”", evidențiind și muzica lui Jonny Greenwood ca fiind „intoxicantă”.
Michael Wood, care scrie pentru revista London Review of Books, a văzut filmul ca făcând referire, fără succes, la alte filme gotice, cum ar fi Rebecca din anii 1940. El a scris: „Ne putem imagina un viitor lung pentru acest cuplu? Filmul poate, dar tabloul este atât de neclar - căruciorul, bebelușul, plimbarea în parc - încât trebuie să fie un vis sau o ironie”".